# بورتريه كونتيسة أوسونفيل
بورتريه كونتيسة أوسونفيل هي لوحة زيتية للرسام الفرنسي جان أوغست دومينيك آنغر رسمها في عام 1845.